# Al-Mamun al-Batahi
Al-Maʾmūn ibn al-Baṭāʾḥī est un homme politique égyptien, actif dans l'Égypte fatimide du début du XIIe siècle.

## Biographie
On ne sait rien sur la période qui précède l'accession au vizirat, en 1121, de Al-Maʾmūn ibn al-Baṭāʾḥī. À cette date, il succède, à al-Afḍal ibn Badr al-Jamālī comme vizir du calife fatimide al-Amir Bi-Ahkam Allah. L'essentiel des connaissances le concernant proviennent de chroniques rédigées par son fils Ibn al-Maʾmūn, maintenant perdues, mais abondamment citées par ses successeurs, notamment al-Maqrīzī, dans sa description géographique de l'Égypte Mawāʿiẓ al-iʿtibār fi khiṭaṭ Miṣr wa-l-amṣār.

### Rétablissement de l'orthodoxie chiite
Dès son arrivée au pouvoir, Al-Maʾmūn ibn al-Baṭāʾḥī rétablit les célébrations d'anniversaire (mawlid), celui de la naissance de Mahomet, celui d'ʿAlī, celui de Fāṭima et celui de l'imam contemporain, supprimées par son prédécesseur sunnite. Il donne des ordres pour financer les mawlids et les wuqūdāt (quatre nuits d'illuminations et de célébrations) : c'est le rusūm, constitué à la fois d'une somme d'argent et d'un don de friandises (miel, noix...) et de parfums (eau de rose, musc et camphre). Ce rétablissement des mawlids marque le retour à l'orthodoxie chiite, affaiblie sous le règne d'Al-Mustansir.
Al-Maʾmūn ibn al-Baṭāʾḥī rouvre également la Maison de la sagesse (Dar al-Hikmah) du Caire, fermée en 1119 par son prédécesseur. 

### Lutte contre les Nizârites
Craignant un retour de l'influence des Ismaéliens nizârites en Égypte, Al-Maʾmūn ibn al-Baṭāʾḥī organise, en 1122, une grande assemblée publique pour établir la légitimité des descendants d'al-Musta'li et rejeter celle des successeurs de Nizâr. De nombreux hauts dignitaires fatimides y assistent, notamment Abu Muhammad bin Adam, le chef de la Maison de la sagesse. À cette occasion, la propre sœur de Nizar, cachée derrière une tenture, témoigne qu'al-Mustansir, sur son lit de mort, a désigné al-Mustaʿli comme son successeur. À la fin de l'assemblée, Al-Maʾmūn ibn al-Baṭāʾḥī ordonne à Ibn al-Sayrafi (mort en 1147), un secrétaire de la chancellerie fatimide, de rédiger une lettre (sijill), connue sous le titre d''al-Hidayat al-Amiriyya li-Mawlana al-Amir fi ithbat Imamat Mawlana al-Mustaʿli waʿr-radd alaʿn Nizariyya ou ar-Risalatuʿl-Amiriyya, en faveur d'al-Mustaʿli, et devant être lue en chaire dans toutes les mosquées d'Égypte.
Le vizir fait circuler des copies de ce courrier en Syrie, ce qui provoque un tollé chez les Ismaéliens nizârites de Damas. Les chefs nizârites rédigent immédiatement une réfutation du document, qui est lue à une assemblée des partisans damascènes d'al-Mustaʿli. Ces derniers l'envoient au calife al-Amir, au Caire.

### Le bâtisseur
Al-Maʾmūn ibn al-Baṭāʾḥī augmente les salaires de fonctionnaires. C'est durant son mandat qu'est construite la mosquée al-Aqmar, au Caire (Égypte), destinée à montrer l'influence du chiisme ismaëlien et achevée en 1125. Il fait aussi construire trois pavillons (manazir) dans le Grand Palais oriental du Caire. Il rédige une proclamation selon laquelle tout habitant du Caire ou de Fusṭāṭ qui possède une habitation en ruine doit la réparer pour l'habiter, la vendre ou la louer. En cas de non-respect de l'ordonnance, le propriétaire est déchu de ses droits.
Il est arrêté en 1125.